# Per Augdahl
Per Andreas Augdahl, född 23 maj 1889, död 1978, var en norsk jurist.
Augdahl blev juris kandidat 1911, juris doktor 1920, byråchef vid justitie- och politidepartementet 1920, expeditionschef och chef för lagavdelningen 1926 och professor i rättsvetenskap i Oslo 1941. Augdahl utgav bland annat Nødverge (1920), Ret og rætskrænkelse (1921), Aksjeselskapet etter norsk rett (1926, 2:a utgåvan 1946), Skifte (1931), Norsk panterett (1932) och Lærebok i norsk skrifterett (1935, 2:a utgåvan 1946).